# Palazzo vecchio del Podestà
Il Palazzo vecchio del Podestà si trova a San Gimignano in piazza del Duomo, a pochi passi dal palazzo nuovo del Podestà. Vi si innalza la Torre Rognosa.

## Storia
Sorto per la prima volta nel XII secolo, il palazzo attuale venne ricostruito nel 1239 e ampliato nel 1337, quando ormai aveva perso la funzione di residenza del podestà a favore del palazzo nuovo. Nel 1537 vi fu ricavato all'interno un teatro, che venne rifatto nel 1794 (il Teatro dei Leggieri') ed è stato oggetto di restauri sul finire del XX secolo.

## Descrizione
La facciata è rivestita in parte in pietra (nel registro inferiore) e in parte in laterizio (in quello superiore). Un grande arcone con porta al passaggio voltato per l'androne, mentre a fianco si apre il portale vero e proprio del palazzo, con la ghiera composta da due archi (ribassato e a sesto acuto) secondo lo stile senese. Al piano superiore si allineano tre monofore sottolineate da una cornice marcapiano. Infine il coronamento è con i merli di tipo "guelfo", con una decorazione alla base composta da mattoni disposti diagonalmente, che creano un semplice ma gradevole effetto decorativo, che alleggerisce la severità dell'insieme.
Sopra la porta di fondo dell'androne si trova una Madonna col Bambino, angeli e santi del Sodoma (1513).